# Superfast II
Il Superfast II è un traghetto appartenente alla compagnia di navigazione Superfast Ferries.

## Servizio
Ordinato dalla Grimaldi Lines ai Nuovi Cantieri Apuania di Marina di Carrara, viene tuttavia acquistato il 5 giugno 2008 dalla Superfast Ferries, alla quale viene consegnato il 2 ottobre 2009 con il nome di Superfast II.
Il 4 ottobre giunge a Patrasso e due giorni dopo prende servizio nei collegamenti tra Patrasso, Igoumenitsa e Bari,  dove opera tutt'oggi in coppia con il gemello Superfast I.

## Navi gemelle
- Rizhao Orient
- Athena Seaways
- Tenacia
- Forza
- Superfast I
- Victoria Seaways
- Regina Seaways